# Festival Kino na hranici
Festival Kino na hranici/granicy je filmový festival, který se koná v Českém Těšíně i polském Cieszynie od roku 1999. Trvá sedm dní a koná se koncem dubna až začátkem května. Zabývá se filmografií střední Evropy, uvádí hlavně polské, české a slovenské filmy.
V roce 2018 se konal již jubilejní 20. ročník.

## Galerie

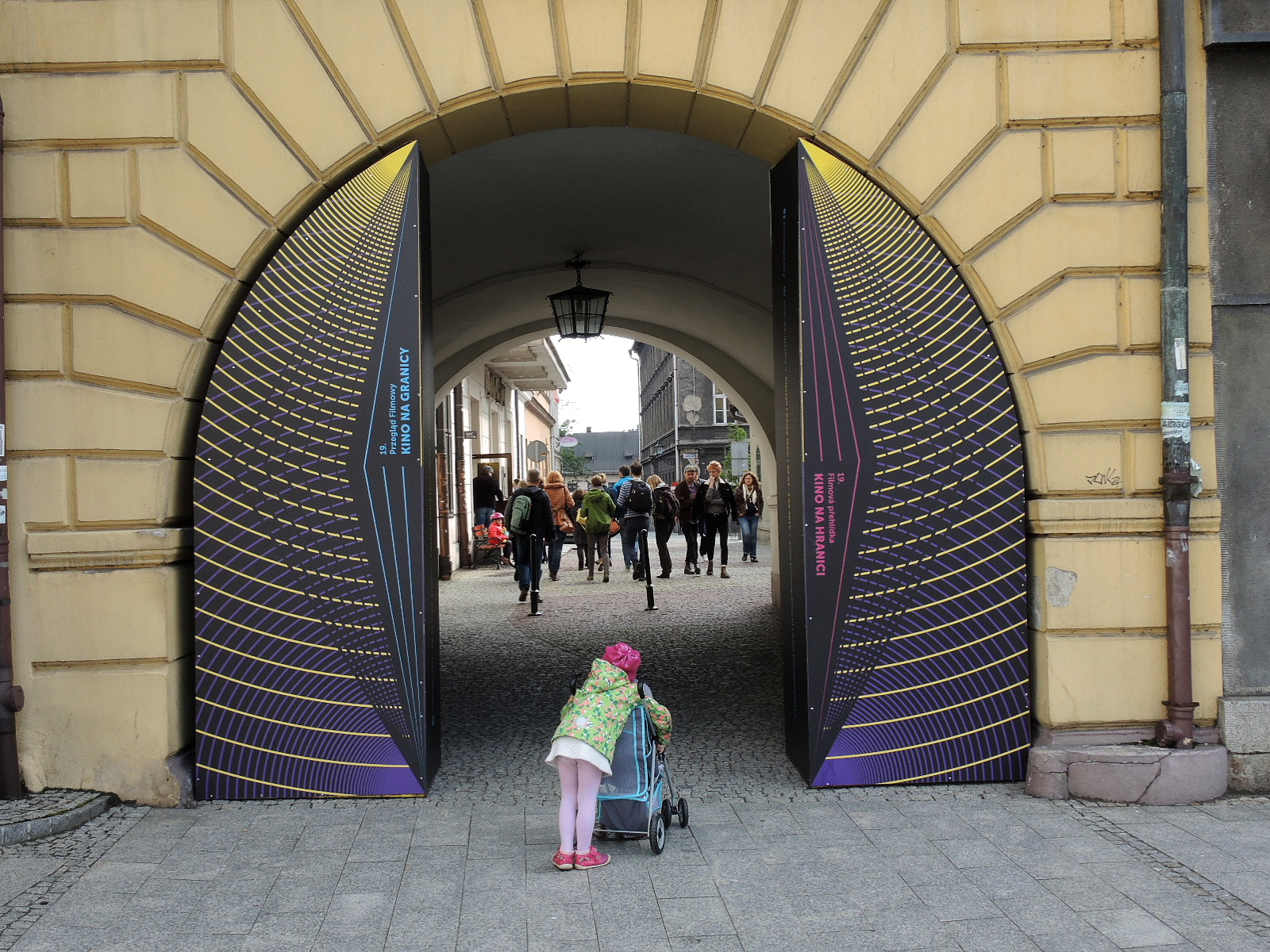
Brána v Cieszynie
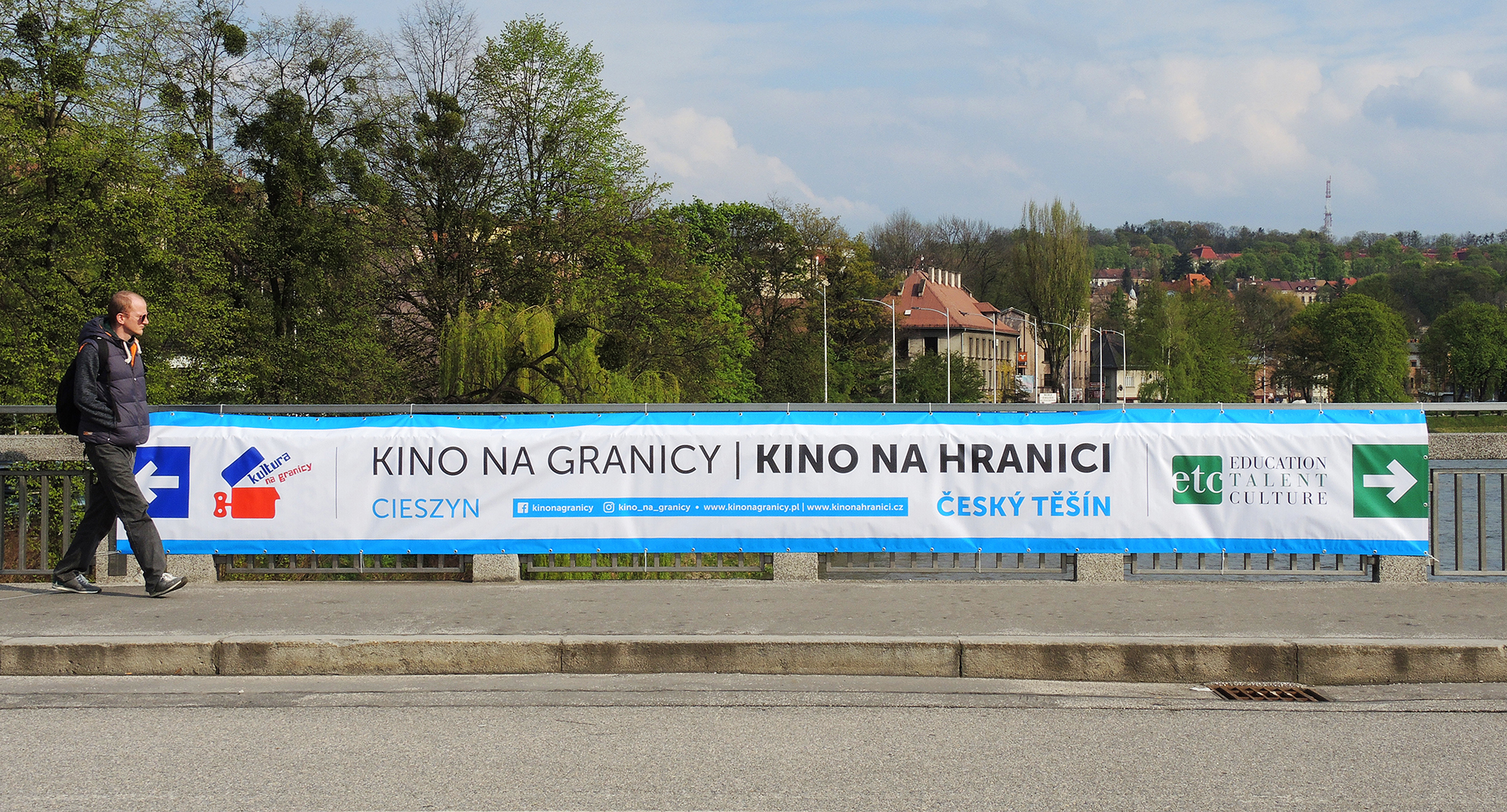
Poutač na mostě